# Arcidiocesi di Saraj
L'arcidiocesi di Saraj (in latino Dioecesis Sarayensis) è stata una sede della Chiesa cattolica.

## Storia
Saraj, importante centro commerciale nel basso corso del Volga, fondata nel 1240, è stata la capitale del khanato mongolo dell'Orda d'Oro. La città era una delle tappe obbligatorie per i mercanti ed i viaggiatori occidentali che dovevano recarsi in Asia centrale ed in Cina.
Tradizionalmente i Mongoli furono in genere tolleranti nei confronti della religione cristiana, politica «dettata dalla consapevolezza dell'importanza economica rappresentata dai cristiani». È per esempio attestata dal 1280 la presenza di un vescovo ortodosso nella capitale Saraj. Nelle steppe della Russia e dell'Asia centrale, ovunque dominassero i Mongoli, sorsero dal nulla diocesi latine: Soltaniyeh, Naxivan, Cumucha (Montis Caspiorum), Samarcanda (Semiscantensis), Armalech, Ourghanj, e altre ancora. Gli ordini dei domenicani e dei francescani inviarono in queste terre un gran numero di missionari e furono eretti diversi conventi.
In questo contesto troviamo anche la sede di Saraj, di cui sono noti quattro vescovi. Il primo è il francescano Stefano, nominato da papa Giovanni XXII nel 1321. Gli succedono Tommaso e Alberto. Ultimo vescovo è Cosma, che nel 1369 circa fu trasferito alla lontanissima sede di Khanbaliq, capitale della Cina, ma l'11 marzo 1370 lo troviamo nominato nuovamente alla sede di Saraj. Ciò è spiegabile con il fatto che proprio in questi anni, la dinastia mongola Yuan cedeva il passo alla dinastia cinese Ming, meno tollerante nei confronti dei cristiani ed in genere degli stranieri.
Nel suo primo volume de Le christianisme en Chine, en Tartarie et au Thibet, il missionario lazarista Evariste Huc parla dell'apostasia del frate francescano Stefano di Saraj, del suo ravvedimento e del suo martirio nel 1334.
Nelle Provinciali del XIV secolo Saraj è indicata come sede metropolitana, eretta nel 1362. È nota una sola diocesi suffraganea, Anapa (Dioecesis Mappensis), sulle rive nordorientali del Mar Nero: nel 1363 papa Urbano V incarica il vescovo Tommaso (poi arcivescovo di Soltaniyeh) di arbitrare la contesa fra gli arcivescovi di Saraj e di Matrega circa la delimitazione territoriale delle rispettive suffraganee di Tana e di Anapa.
Non sono più noti vescovi dopo il 1370. Sono incerte le sorti dell'arcidiocesi; è probabile che la sede non sopravvisse all'arrivo di Tamerlano e alla distruzione di Saraj nel 1395.

## Cronotassi dei vescovi
- Stefano, O.F.M. † (1321 - ?)
- Tommaso † (circa 1351 - ? deceduto)
- Alberto Bludoni, O.F.M. † (24 maggio 1357 - ? deceduto)
- Cosma, O.F.M. † (17 giugno 1362 - circa 1369 nominato arcivescovo di Khanbaliq)
- Cosma, O.F.M. † (11 marzo 1370 - ?) (per la seconda volta)